# Deliathis flavis
Deliathis flavis är en skalbaggsart som beskrevs av Dillon 1941. Deliathis flavis ingår i släktet Deliathis och familjen långhorningar. Inga underarter finns listade i Catalogue of Life.